# أنتوني فيليبس
أنتوني فيليبس (بالإنجليزية: Anthony Phillips)‏ هو لاعب كرة قدم أمريكية أمريكي، ولد في 6 يوليو 1966.